# Piet van Kempen
Piet van Kempen, (Ooltgensplaat, Oostflakkee, 12 de diciembre de 1898 - Bruselas, 5 de mayo de 1985) fue un ciclista neerlandés, que destacó en las carreras de seis días donde consiguió 32 victorias. Compitió profesionalmente durante más de veinte años.

## Palmarés
- 1916

 Campeón de los Países Bajos de velocidad amateur
- 1921

1º en los Seis días de Nueva York (con Oscar Egg)
- 1922

1º en los Seis días de Bruselas (con Emile Aerts)
- 1923

1º en los Seis días de París (con Oscar Egg)
- 1924

1º en los Seis días de Nueva York (con Reginald McNamara)
- 1925

 Campeón de los Países Bajos de velocidad
1º en los Seis días de Bruselas (con Emile Aerts)
1º en los Seis días de París (con Alfred Beyl)
- 1926

1º en los Seis días de Bruselas (con Klaas van Nek)
1º en los Seis días de Breslau (con Ernst Feja)
- 1927

1º en los Seis días de Berlín (con Maurice Dewolf)
- 1928

1º en los Seis días de Chicago (con Mike Rodak)
1º en los Seis días de Stuttgart (con Theo Frankenstein)
1º en los Seis días de Dortmund (con Maurice Dewolf)
- 1929

1º en los Seis días de Stuttgart (con Paul Buschenhagen)
- 1930

1º en los Seis días de Bruselas (con Paul Buschenhagen)
1º en los Seis días de Breslau (con Paul Buschenhagen)
1º en los Seis días de Berlín (con Paul Buschenhagen)
1º en los Seis días de Saint-Étienne (con Francis Fauré)
1º en los Seis días de Montreal (con Joe Laporte)
- 1931

1º en los Seis días de Breslau (con Willy Rieger)
- 1932

1º en los Seis días de París (con Jan Pijnenburg)
1º en los Seis días de Dortmund (con Jan Pijnenburg)
1º en los Seis días de Ámsterdam (con Jan Pijnenburg)
1º en los Seis días de Marsella (con Armand Blanchonnet)
- 1933

1º en los Seis días de Cleveland (con Jules Audy)
- 1934

1º en los Seis días de San Francisco (con Jack McCoy)
1º en los Seis días de Londres (con Sydney Cozens)
1º en los Seis días de Minneapolis (con Reggie Fielding y Heinz Vopel)
- 1935

1º en los Seis días de San Francisco (con James Corcoran)
1º en los Seis días de Kansas City (con William Peden)
- 1936

1º en los Seis días de Saint-Étienne (con Jean van Buggenhout)
- 1937

1º en los Seis días de Saint-Étienne (con Jean van Buggenhout)
1º en los Seis días de Londres (con Albert Buysse)